# Harley-Davidson XR-750
La Harley-Davidson XR-750 est une moto de course construite par Harley-Davidson depuis 1970, principalement pour les courses de dirt track, mais aussi pour les courses sur route avec sa variante XRTT. La XR-750 a été conçue en 1966 pour répondre à un changement de règlement du AMA Grand National Championship qui permit à d'autres marques, notamment japonaises et britanniques, de rivaliser avec la reine des motos de course d'alors, la Harley-Davidson KR. La XR-750 est la moto qui a remporté le plus de courses dans l'histoire de l'American Motorcyclist Association (AMA),,,.
La XR-750 est associée aux carrières des pilotes Mark Brelsford, Cal Rayborn, et Jay Springsteen. C'était également la moto favorite du cascadeur Evel Knievel qui l'utilisa de décembre 1970 jusqu'à son dernier saut en janvier 1977. En 1988, une XR-750 fut intégrée à l'exposition Art of Motorcycle et l'une des motos de Knievel est exposée au Smithsonian's National Museum of American History dans la galerie America on the Move,,.

## La fin de la KR
Les règles de l'AMA introduites en 1933 et révisées en 1954 pour le Grand National Championship de la Classe C autorisaient  une  cylindrée 750 cm3pour les moteurs flatheads (moteurs à soupapes latérales) à 750 cm3, tandis que celle des plus modernes moteurs à soupapes en tête (OHV) ne pouvait dépasser 500 cm3. Cet avantage de cylindrée permit de maintenir la domination sur la piste de la vieille technologie flathead utilisée par Harley et découragea la concurrence. Le flathead Harley-Davidson série KR avait dominé la Classe C en course, mais à la fin des années 1960, BSA, Norton et Triumph arrivaient sur le marché avec des motos de 500 cm3 à soupapes en tête. La pression se fit plus importante pour ne garder qu'une seule cylindrée, sans référence au type d'admission. Le public achetait des 650 cm3 et des motos anglaises de plus grosse cylindrée, et ces motos prouvaient qu'elles pouvaient être compétitives si on leur laissait la chance.
Les marques britanniques gagnant de l'influence au sein de l'AMA, de nouvelles règles établirent en 1969 qu'il n'y aurait plus qu'une seule cylindrée de 750 cm3 pour les séries de dirt track, sans référence au type d'admission. Parallèlement les 500 cm3 à soupapes en têtes et 750 cm3 à soupapes latérales furent maintenus conjointement et temporairement dans les courses sur route. Les moteurs à soupapes en têtes commencèrent à dominer les courses et, en dépit des efforts de Mert Lawwill sur son Harley flathead, les KR furent définitivement surclassées et ne furent jamais plus en mesure de rivaliser avec les nouvelles venues.

## Conception et développement
Disposant de peu de temps et d'argent en 1969, Dick O'Brien, le manager du Harley-Davidson Racing, et son équipe utilisèrent des éléments de modèles existants pour développer une nouvelle moto de course avec un moteur à soupapes en tête. Plutôt que de partir de zéro, ils décidèrent de modifier un Sportster XLR de 900 cm3 équipé de magnétos de course pour l'allumage avec un alésage de 76,20 mm et une course de 96,84 mm. Le moteur étant trop gros pour être homologué, une version modifiée fut créée en utilisant les pièces du haut moteur (culasses et cylindres), mais avec une course considérablement réduite avec des bielles plus courtes afin de baisser la cylindrée à la limite autorisée de 750 cm3. Pour des raisons économiques, les culasses en fonte des Sportster XLR furent choisies, même si Harley-Davidson utilisait des culasses aluminium sur ses Big Twin depuis des décennies. Elles reçurent également des soupapes de plus gros diamètre, des arbres à cames dérivés de ceux des modèles KR et des pistons Offenhauser, un fabricant de moteurs de voitures de course dont un moteur de moyenne cylindrée, un 4-cylindres de 1 500 cm3, possédait le même rapport alésage/course que la XR-750. Malheureusement, ces XR-750 culasses acier de 1970-71 étaient sujettes à la surchauffe (elles étaient surnommées avec humour les « fers à repasser ») avec une puissance insuffisante. Le moteur fut donc de nouveau mis en chantier pour 1972 avec des culasses en aluminium et un nouveau pack cylindres qui augmentait l'alésage et réduisait encore la course afin de maintenir la cylindrée à 750 cm3. Le cadre et les roulements étaient ceux de la version KRTT, avec une fourche Ceriani et deux amortisseurs Girling à l'arrière. Le réservoir de carburant, le garde-boue avant et l'ensemble selle/garde-boue arrière étaient en fibre de verre, avec une housse de selle clipsable sur un coussin de mousse,. Pour se conformer aux règles d'homologation de l'AMA, deux cents exemplaires furent construits et pouvaient être achetés sur commande auprès des concessionnaires Harley-Davidson, au prix de 3 200 US$, ce qui aujourd'hui, avec l'inflation, équivaudrait à environ 19 735 US$.
À la différence des autres moteurs Harley-Davidson, les parties gauche et droite du moteur étaient fendues verticalement et formaient quatre cavités : une centrale à l'avant du carter, une centrale à l'arrière de la boîte de vitesses, une côté droit pour le train de synchros (où les quatre arbres à simple came étaient logés) et une cavité à gauche pour les trois primaires de la transmission. Une rangée de quatre arbres à cames étaient également utilisée sur la KR de course, hérité du Modèle WL à soupapes latérales, voire du modèle D de 1929. Alors que l'unique arbre à cames des autres Harley-Davidson était moins cher à fabriquer et plus silencieux, les quatre arbres à cames de la XR augmentaient les performances avec plus de souplesse dans le réglage des temps d'ouverture des soupapes. Ces arbres à cames étaient également plus durables et permettaient un trajet plus rectiligne des poussoirs vers les culbuteurs.
La puissance officielle ne fut jamais divulguée, mais les estimations pour les moteurs début 1972 étaient dans le haut de la plage 70-79 ch (52-59 kW), pour arriver en 2008 à une puissance estimée à environ 100 ch (75 kW).
Harley-Davidson produisit en tout 500 exemplaires de la XR : 200 à moteur fonte et 200 à moteur aluminium en 1972 et 100 autres exemplaires à moteur aluminium en 1975.

## XRTT version routière de compétition

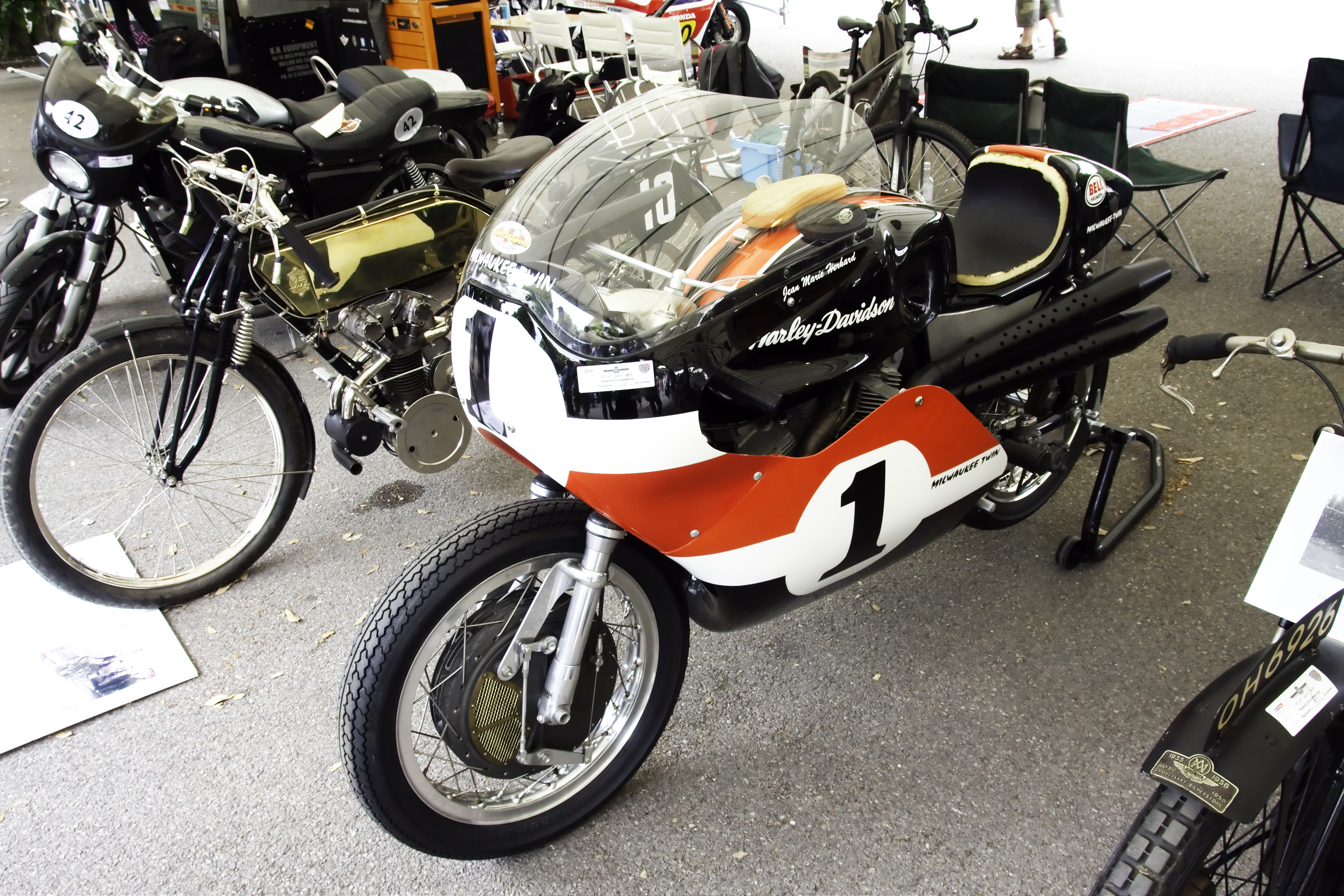
Harley-Davidson XRTT de 1973.

Les KRTT étant des machines de vitesses sur la même base mécanique que les KR de dirt-track (en 1969 Calvin Rayborn triompha encore à Daytona Beach avec une de ces motos), en toute logique, Harley-Davidson créa la XRTT, la version courses de vitesse de la XR. La version fonte de cette moto n'obtenant pas les résultats espérés, Harley-Davidson fonda ses espoirs sur les versions aluminium.
La XRTT alu de vitesse reprenait le moteur des XR de dirt-track monté dans un cadre modifié, avec une chasse et un empattement réduits et un centre de gravité abaissé. Malgré tout, le moteur manquait de puissance pour contrer les BSA et Triumph 3 cylindres, puis les deux temps Japonais. Même le légendaire Calvin Rayborn ne put offrir un titre sur circuit de vitesse à la XRTT et se contentera de quelques victoires lors d'épreuves Transatlantiques.
Cette version routière de compétition avait un réservoir d'huile en aluminium, un réservoir de carburant en fibre de verre et un carénage en fibre de verre qui incluait une protection supplémentaire pour protéger de la chaleur la jambe gauche du pilote lors de la conduite dans une position de recherche de vitesse. Sur la partie centrale supérieure du réservoir de carburant se trouvait un tapis en cuir avec une découpe ronde pour le bouchon de remplissage de carburant côté gauche. Comme pour la version de dirt track, elle utilisait une fourche Ceriani et des amortisseurs Girling, deux carburateurs Mikuni de 36 mm et un double échappement à contre cône. L'instrumentation se composait d'un simple Tachymètre Smiths. La selle avec dosseret provenait quant à elle de la KRTT.
À la différence de la version de dirt track, la XRTT était équipée de freins : un disque de frein à l'arrière et quatre freins à tambour Fontana en tandem à l'avant. À noter que la XRTT fut le dernier exemple d'une machine de compétition avec des freins à tambour, remplacés par des freins à disque sur toutes les autres motos de compétition en raison de l'excès de poids non suspendu ajouté par ces grands tambours.

### Spécifications XRTT
- Moteur : bicylindre en V à 45° de 748 cm3 refroidi par air
- Alimentation : 2 carburateurs Mikuni de 36 mm
- Alésage/course : 79 × 76 mm
- Puissance (estimée) : de 70 à 100 ch (52 à 75 kW)[11]
- Transmission : chaîne triplex primaire, 4 vitesses, chaîne finale
- Cadre : double berceau en acier
- Suspension avant : fourche télescopique Ceriani
- Suspension arrière : 2 amortisseurs Girling
- Frein avant : 4 tambours jumelés
- Frein arrière : simple disque
- Roue avant : 75 × 457 mm sur jante aluminium
- Roue arrière : 89 × 457 mm sur jante aluminium
- Angle de fourche/débattement : 24° / 92 mm
- Empattement : 1 400 mm
- Hauteur de selle : 710 mm
- Poids à sec : 147 kg
- Réservoir de carburant : 23 L
- Réservoir d'huile : 3,785 L

## En course

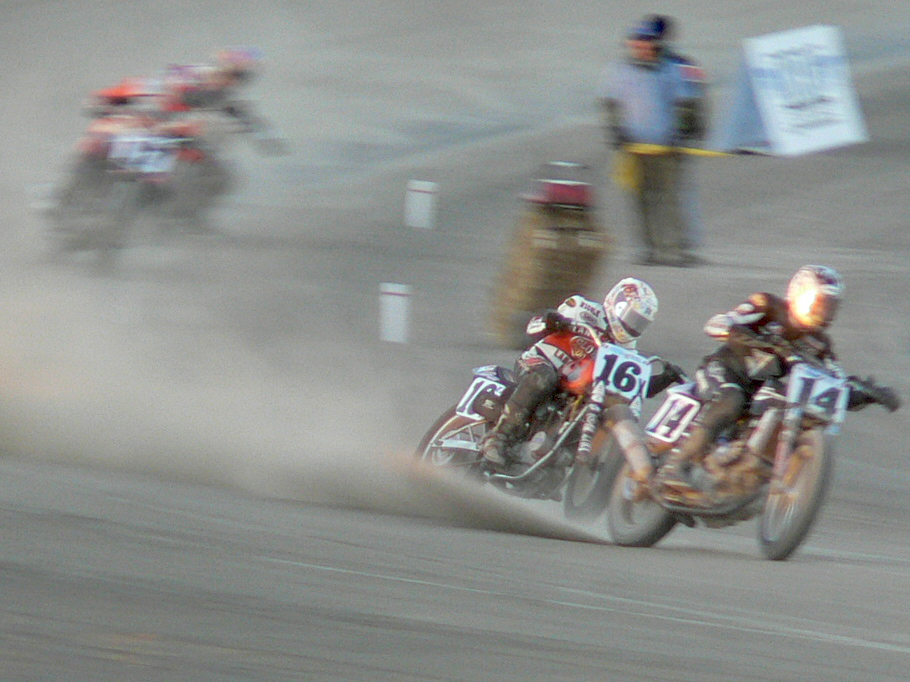
XR 750 (No 16) dans la poussière à Scioto Downs, Ohio.

Les pilotes sur XR-750 ont remporté 29 des 37 Championnats du Grand National Championships AMA, de 1972 à 2008 inclus. En plus de détenir plus de victoires que n'importe quelle autre moto dans les courses de l'AMA, la XR-750 reçut le titre de Most Successful Race Bike of All Time (« Moto de course la plus victorieuse de tous les temps »),.
En 1989, Lou Gerencer Sr construisit une version hill-climbing de la XR-750 avec une extension du bras oscillant qui allongeait la longueur de la moto une fois et demie. Adaptant une injection mécanique de carburant et de l'oxyde nitrique, Gerencer estimait que son moteur produisait plus de 150 ch (110 kW). Cependant, avec ce surplus de puissance, les contraintes du moteur était telles qu'il ne durait pas longtemps. Ce fut néanmoins suffisant pour gagner le championnat AMA de hill-climbing.

Harley-Davidson XR-750 2015 Team Latus
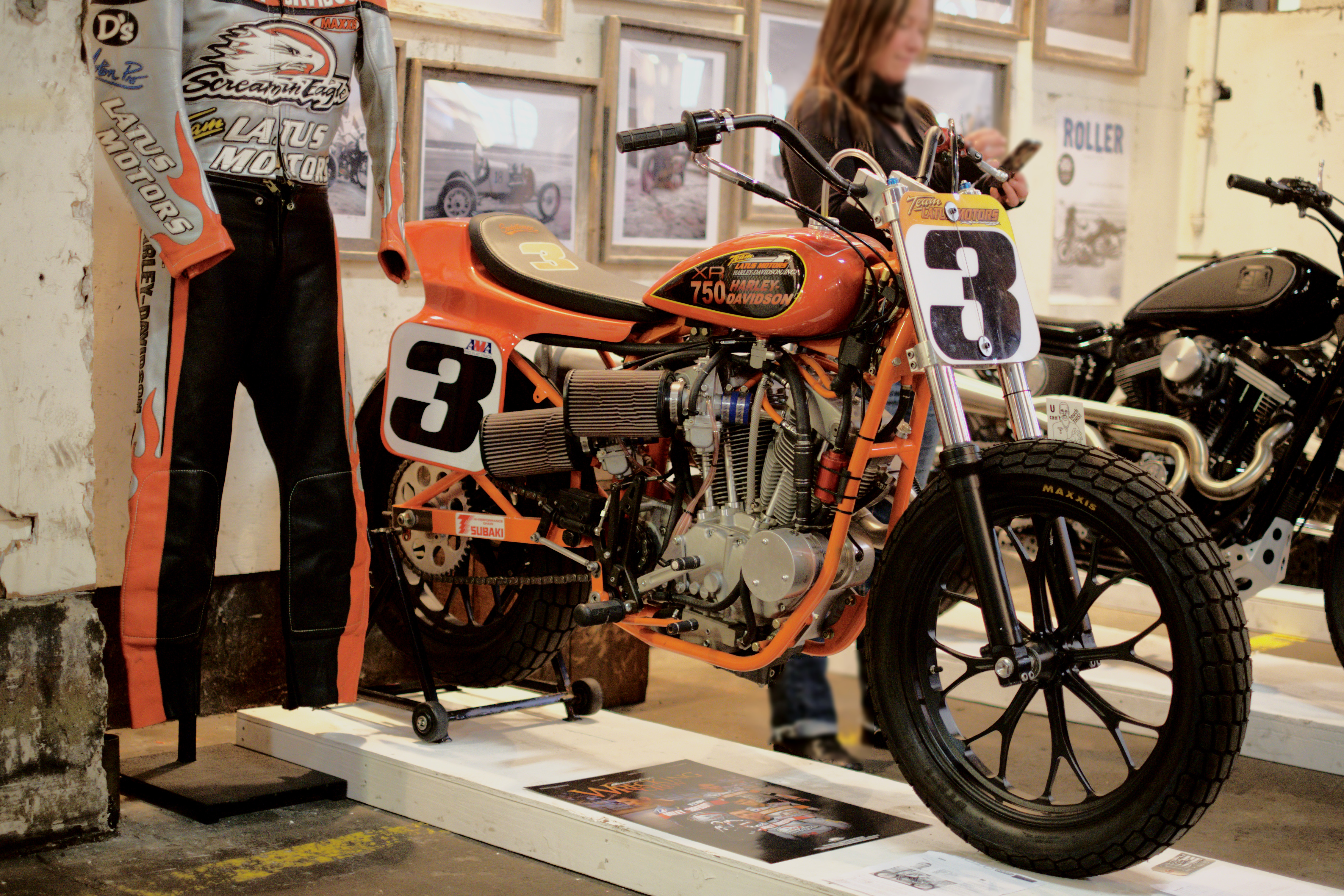
Vue droite.
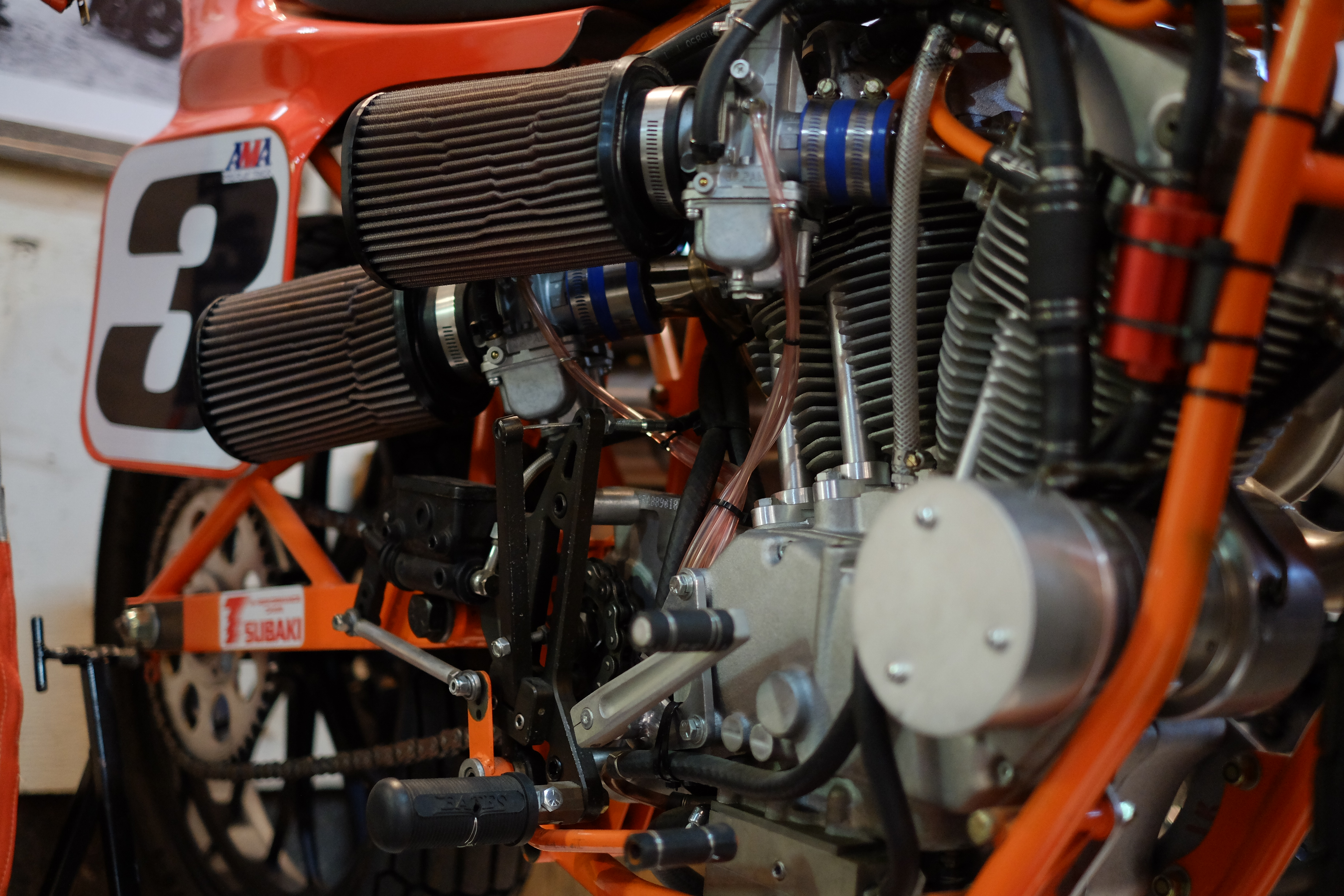
Détails moteur côté droit.
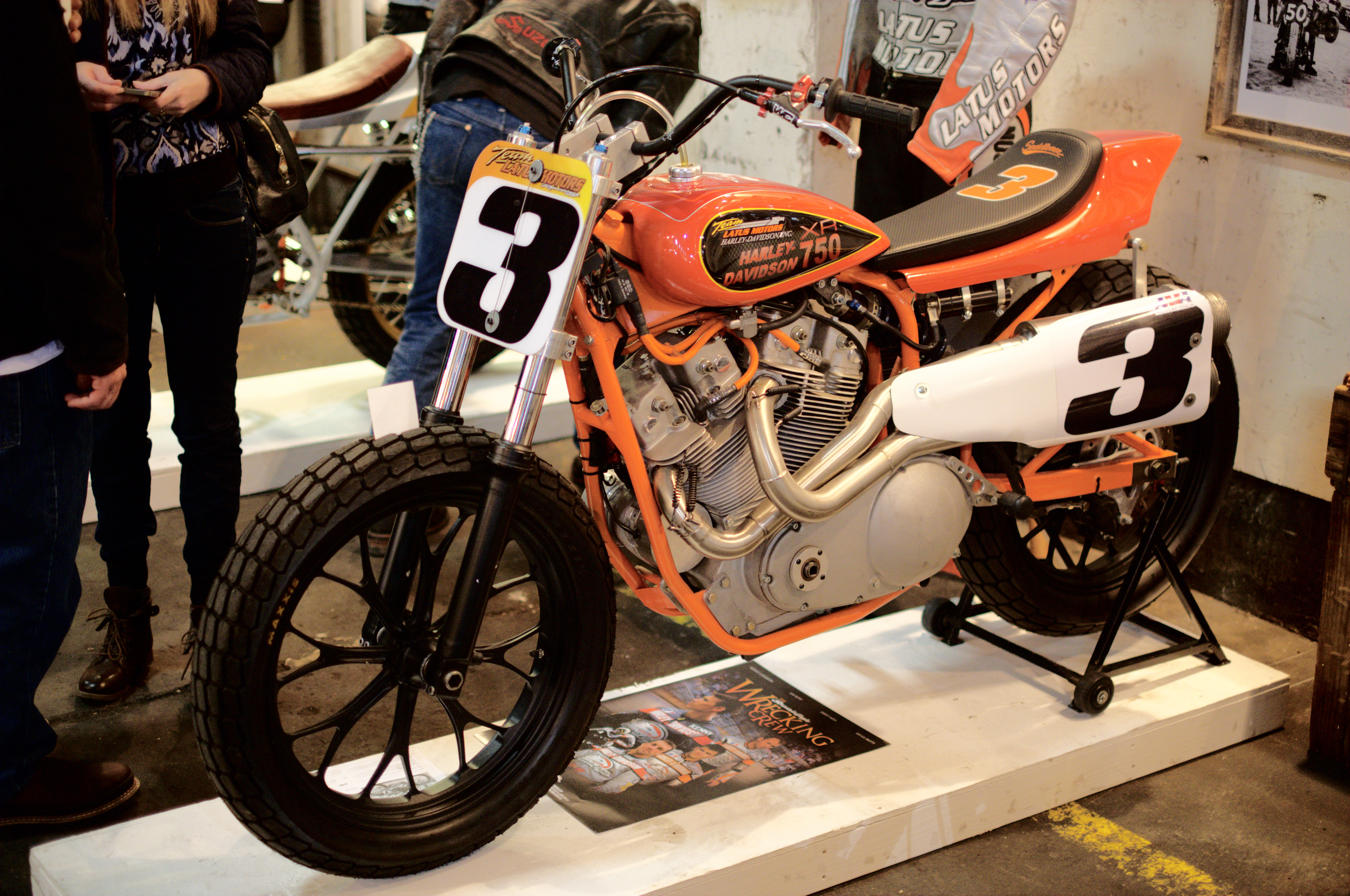
Vue gauche.
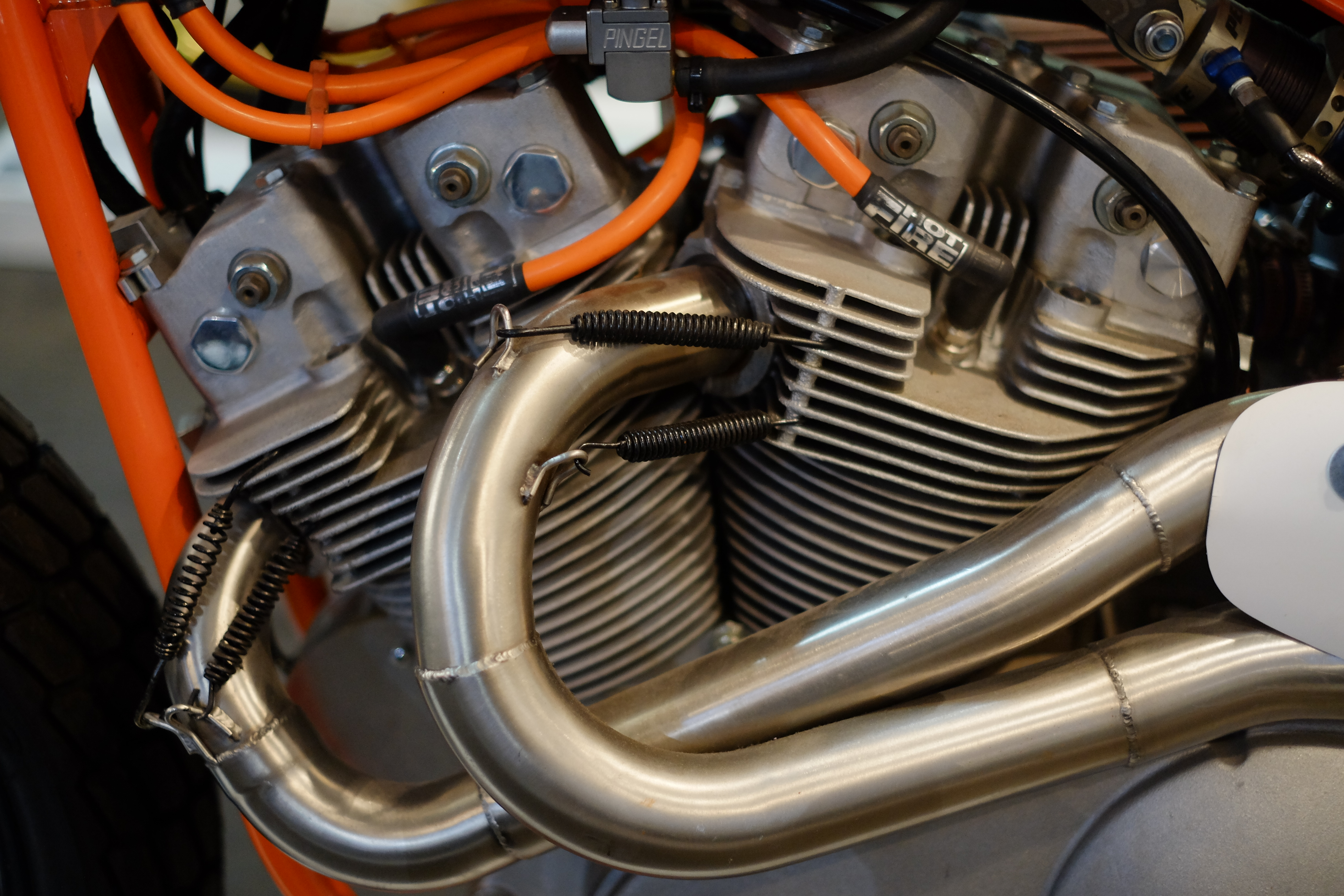
Détails moteur côté gauche.
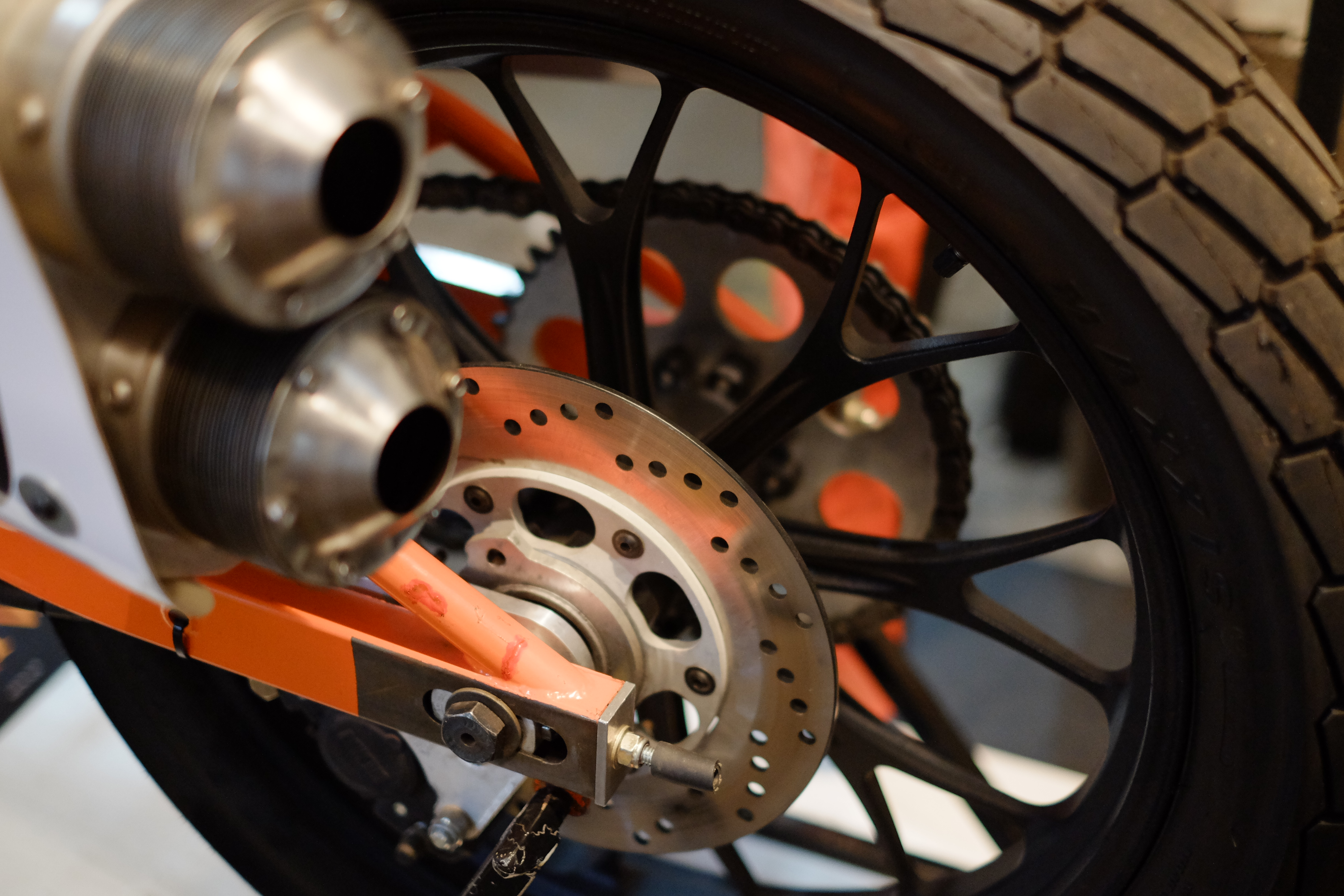
Détails roue arrière et freins.

## Versions commerciales

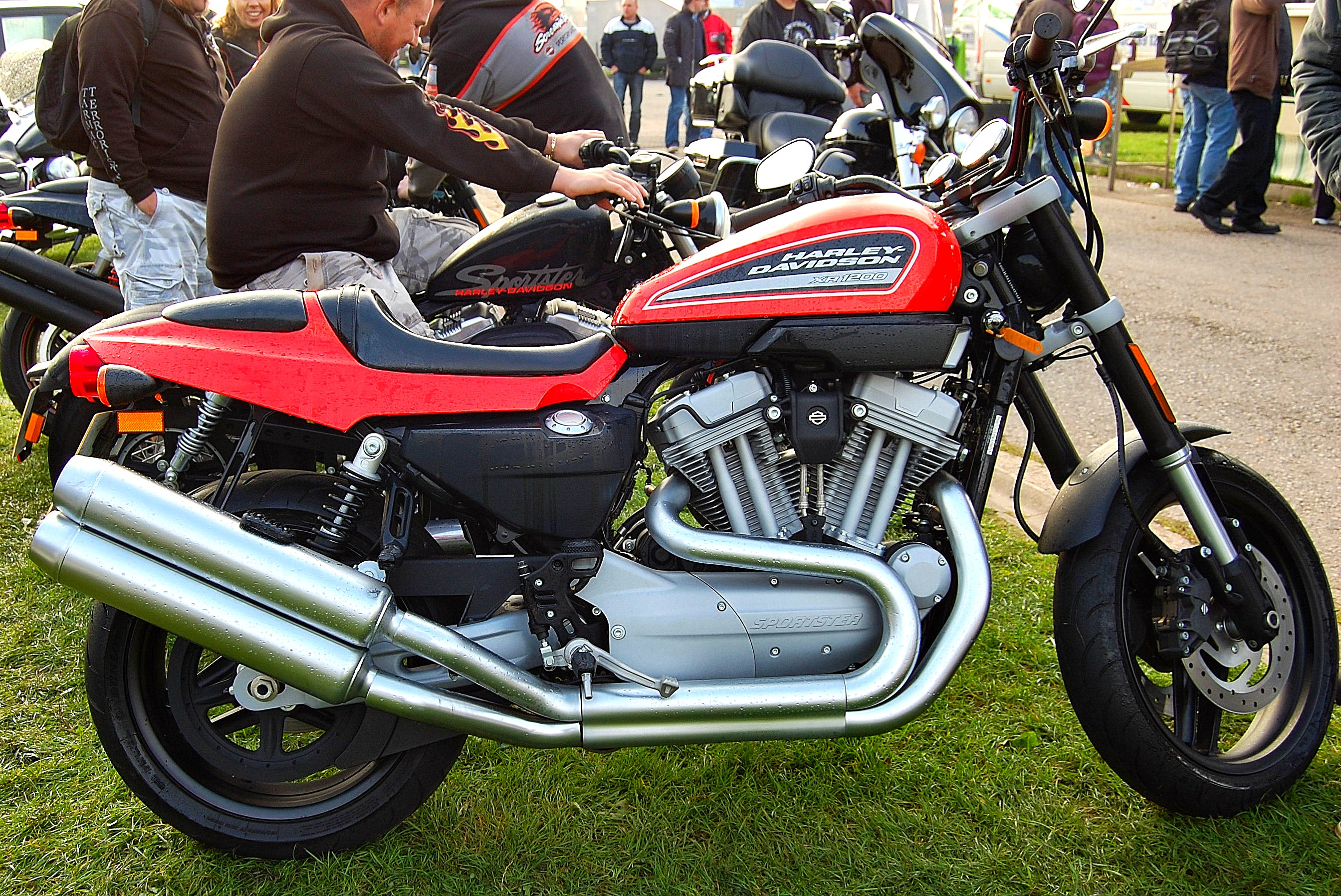
Harley-Davidson XR1200 Sportster.

Comme avec la KR et ce dès le début de sa carrière, les clients commencèrent à réclamer une version homologuée. Harley-Davidson fut lent à répondre à cette demande, jusqu'à l'introduction en 1983 de la Sportster XR-1000, soit 13 ans après la version de compétition. La XR-1000 utilisait les culasses de la XR-750 (mais sur un moteur Sportster de base), son cadre et d'autres équipements de ce modèle. Son prix étant près de deux fois le prix du modèle de base de la Sportster XL, la XR-1000 se vendit mal. De nombreux amateurs préférèrent acheter une simple Sportster XL, mettant à niveau les culasses, les carburateurs et l'échappement pour un coût significativement inférieur. La production de la XR-1000 fut arrêté après seulement deux ans d'existence.
Vingt trois ans plus tard, Harley-Davidson commercialisa la XR1200, tout d'abord en Europe en 2008 puis aux États-Unis en 2009. La XR-1200 a moins de points communs avec la XR-750 que le modèle XR-1000 de 1983, mais a jusqu'à présent trouvé une bonne réception,.
L'ancien coureur de l'équipe Harley-Davidson Racing, Mert Lawwill, construit et vend des Harley-Davidson XR-1200 modifiées qui sont des versions légales de la XR-750 avec laquelle il a couru dans le Grand National Championship,.

## Moto de cascade
Evel Knievel commença à effectuer des sauts avec la XR-750, à l'apogée de sa carrière, entre décembre 1970 et octobre 1976 (bien que l'échec d'une tentative de saut fut effectuée en janvier 1977 et visible sur film). Avant cet échec, Knievel effectua d'autres sauts au-dessus de voitures ou de camions (ou une combinaison des deux) avec cette moto.

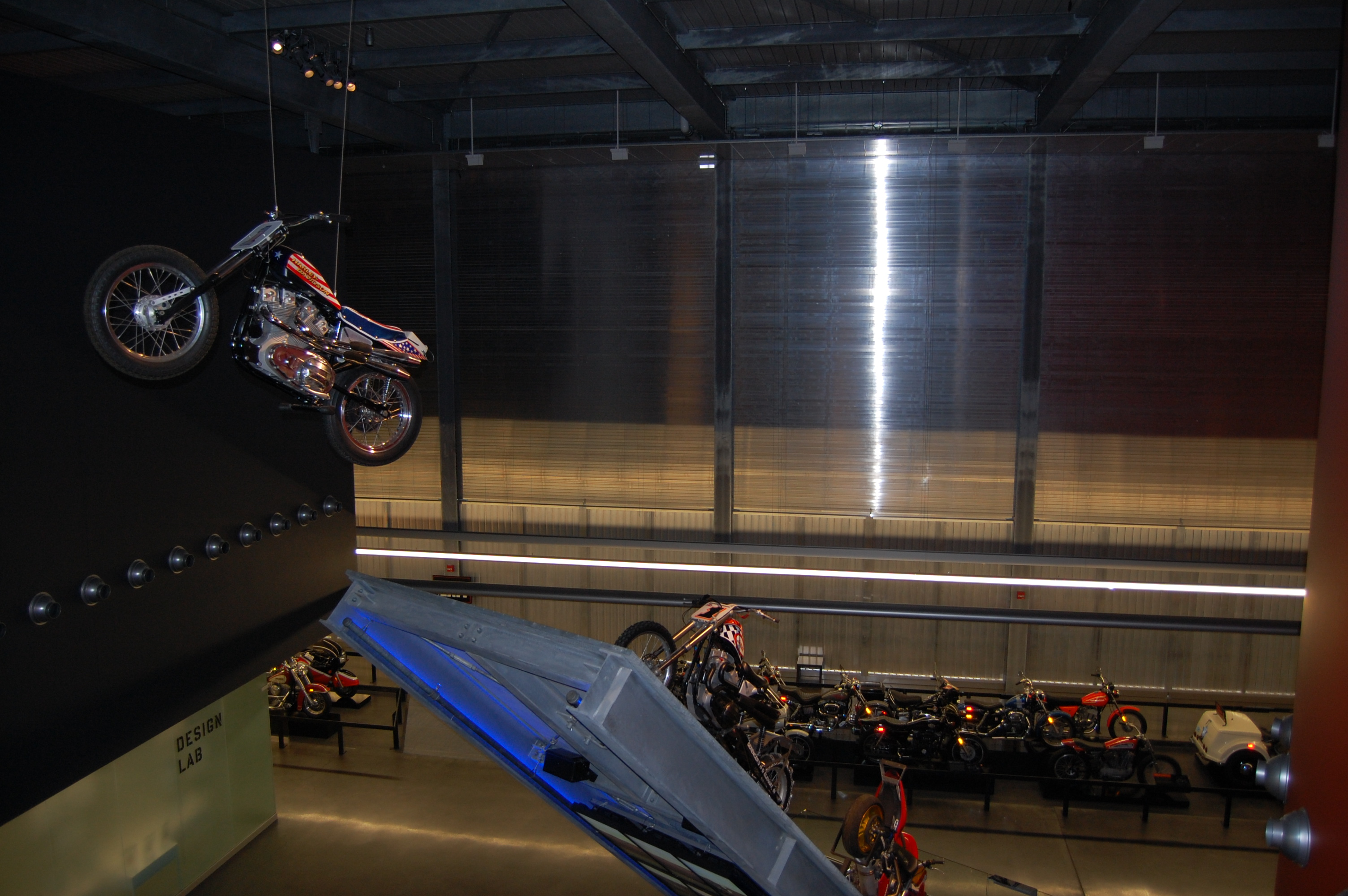
Une XR-750 d'Evel Knievel suspendue en l'air comme lors d'un saut, au Musée Harley-Davidson.

Le plus long saut que Knievel effectua fut en 1971 au-dessus de 19 voitures sur près de 40 mètres. Ce saut est visible dans le film Evel Knievel avec George Hamilton. Le plus long saut de bus a été tenté pour la première fois par Knievel (qui s'écrasa) au stade de Wembley, en 1975, dans une tentative de 120 pieds au-dessus de plus de treize autobus. Cinq mois plus tard, Knievel sauta avec sa XR-750 au-dessus de plus de quatorze bus pour battre son record personnel et le record du monde qu'il détint pendant 25 ans sur 40,53 mètres (133 pieds) à Kings Island.
Knievel a effectué plusieurs records au guidon de la XR 750, mais depuis 2008, la plupart des records sont détenus par le cascadeur Bubba Blackwell. Actuellement, le plus long saut sur XR-750 a été effectué en 1999 par celui-ci lorsqu'il a sauté au-dessus de quinze bus sur 47,85 mètres (157 pieds).
Le 6 août 2015 au Sturgis Bike Rally de Buffalo Chip, le cascadeur performer Doug Danger battit le record de Knievel au-dessus de voitures sur un XR-750 avec un saut au-dessus de 22 voitures. Knievel tenta lui aussi en son temps cet exploit de 22 voitures, le 1er septembre 1972 dans la ville de Monroe, Washington. Il dépassa 21 voitures, mais atterrit sur la surface de sécurité de la 22e voiture. Bubba Blackwell tenta également ce même saut en 2001, avec des conséquences terribles. Il se retourna et chuta violemment après avoir raté son atterrissage. Quasiment mort, il resta dans le coma pendant des mois. Doug Danger accomplit cet exploit sur la véritable Harley-Davidson XR-750 1972 d'Evel Knievel. La seule modification de la moto fut le déplacement des repose-pieds pour les ajuster à la taille de Doug,,,.

## Dans la culture populaire
Dans la bande dessinée Joe Bar Team, Jérémie Lapurée, dit Jéjé l'aspi, débute sur une Honda Dax puis passe sur une Harley-Davidson 883 Sportster (réplique de XR-750) quelque peu vitaminée.